# دنف
الدَنَف أو هُزال أو الحَرَض هو فقدان الوزن، ضمور العضلات والتعب، وضعف وفقدان كبير للشهية عند شخص لا يسعى بنشاط إلى إنقاص وزنه. التعريف الرسمي للدنف هو نقصان كتلة الجسم، مع تراكم أقل للأنسجة الدهنية والذي لا يمكن عكسه غذائياً: فحتى لو تناول الشخص المريض مزيدًا من السعرات الحرارية فسيفقد جزءاً من كتلة الجسم اللحمية مما يعكس وجود مرض بالمقام الأول.
تُشاهد حالات الدنف في مرضى السرطان، الإيدز، حالات الداء البطني ، داء الانسداد الرئوي المزمن، والتصلب المتعدد، والتهاب المفاصل الروماتويدي، قصورالقلب الاحتقاني، السل، اعتلال الأعصاب النشوي الأسري، تسمم بالزئبق (وجع الأطراف «المُضاض») وخلل الهرمونات
يعد الدنف عامل خطر مؤكد، مما يعني أنه إذا كان المريض مصابًا بالدنف، فان فرصة الموت من المرض الرئيسي تزداد بنسبة كبيرة.
يمكن أن يكون الدنف علامة سريرية على مختلف الاضطرابات الكامنة، فعندما يُعرض مريض الدنف على الطبيب، فإنه سوف ينظر عمومًا في إمكانية وجود تفاعلات دوائية سلبية، السرطان، الحماض الأيضي، بعض الأمراض المعدية (مثل السل والإيدز)، التهاب البنكرياس المزمن، وبعض أمراض المناعة الذاتية. يُضعف الدنف المرضى جسديًا إلى حالة من الجمود الناجمة عن فقدان الشهية، والوهن، وفقر الدم، والاستجابة للعلاج القياسي عادةً ما تكون سيئة. يتضمن الدنف ضمور اللحم كجزء من مساره المرضي.

## الأسباب
يُشاهد الدنف عادةً في المراحل النهائية من السرطان ويُسمى في هذه الحالة دنف السرطان. يمكن أن يعاني مرضى قصور القلب الاحتقاني من متلازمة الهزال. تُشاهد أيضًا حالات الدنف في المرضى الذين يعانون من أي من مجموعة الأمراض التي تصنف على أنها داء الانسداد الرئوي المزمن. يرتبط الدنف أيضا بمراحل متقدمة من مرض الكلى المزمن والتليف الكيسي، التصلب المتعدد، وامرض العصبون الحركي، مرض باركنسون، الخرف، فيروس نقص المناعة البشرية والأمراض التدريجية.

### السرطان
يعاني حوالي 50% من جميع مرضى السرطان من الدنف. المصابون بسرطان البنكرياس والجهاز الهضمي العلوي لديهم نسبة أعلى لتطوير أعراض الدنف. وهذا الرقم يرتفع إلى 80% في مرضى المراحل النهائية من السرطان. بالإضافة إلى زيادة معدلات الاعتلال والوفيات، والآثار الجانبية المتفاقمة للعلاج الكيميائي، وانخفاض جودة الحياة، فإن الدنف يعتبر سببًا مباشرًا لوفاة نسبة كبيرة من مرضى السرطان، بنسبة تتراوح ما بين 22% إلى 40% من المرضى. تشمل أعراض سرطان الدنف فقدان الوزن التدريجي واستنفاد مخزون المضيف من الأنسجة الدهنية والعضلات الهيكلية. يجب الاشتباه في الإصابة بالدنف إذا فُقد الوزن لا إراديا بمقدار 5% من الوزن قبل الإصابة بالدنف في غضون ستة أشهر. نُهج العلاج التقليدية، مثل منشطات الشهية ومضادات 5-HT3 والمكملات الغذائية، ومثبطات COX-2، لم تُظهر نجاحًا في عكس التشوهات الأيضية في حالات سرطان الدنف.

## الآلية
الآلية الدقيقة لكون هذه الأمراض سببًا للدنف غير مفهومة، لكن ربما يكون هناك دور للسيتوكينات الالتهابية، مثل عامل نخر الورم-ألفا (المُلقب أيضًا ب'كاتشيكسين' أو 'كاتشيكتين')، والانترفيرون جاما وإنترلوكين 6، فضلا عن عامل تحفيز التحلل البروتيني المُفرز من الورم. تشمل المتلازمات المتصلة بالدنف الكواشوركور «نقص البروتين الغذائي» والسغل، على الرغم من كون هذه المتلازمات بلا سبب أساسي وتكون في أغلب الأحيان أعراضًا لسوء التغذية الشديد.أولئك الذين يعانون من اضطرابات الأكل كفقدان الشهية العصبي تظهر لديهم مستويات مرتفعة من الجريلين " ghrelin " في البلازما. ترتفع مستويات الجريلين كذلك في المرضى الذين يعانون من السرطان المستحث بالدنف.

### السرطان
تركز الكثير من البحوث حاليًا على تحديد آلية حدوث الدنف. النظريتان الرئيسيتان لحدوث سرطان الدنف هما:
- تغيير حلقة التحكم: المستويات العالية من اللبتين “ Leptin “، وهو هرمون يُفرز بواسطة الخلايا الشحمية يمنع إفراز النيوروبيبتيد (NPY)الذي يعتبر أقوى ببتيد مُحفز للتغذية في شبكة تحت المهاد المتحكمة في الشهية، مما يؤدي إلى استهلاك منخفض للطاقة، ولكن يؤدي إلى ارتفاع الطلب الأيضي للمواد الغذائية.
- متلازمة الدنف تتطور بسبب بعض العوامل المشتقة من الورم: عوامل، مثل عامل تعبئة الدهون المستخلص من بول مرضى الدنف، يشتبه فيها بالحث على انحلال البروتينات في العضلات الهيكلية وذلك بتحفيز مسار الأوبيكويتين- بروتيوسوم وتحلل الدهون في الخلايا الشحمية. ومع ذلك، كيفية تفاعلها وإذا ما كانت تلعب دورًا في بداية أو نهاية مرحلة المرض أمر غير مؤكد.[15]

على الرغم من كون كيفية حدوث سرطان الدنف أمر غير مفهوم، إلا أنه يمكن تمييز مشاركة مسارات بيولوجية في ذلك، بما في ذلك سيتوكينات الاتهابات الموالية مثل عوامل نخر الورم-ألفا (عامل نخر الورم ألفا) وهرمونات الغدد الصم عصبية، العامل المشابه للانسولين 1 (IGF-1)، والعوامل الخاصة بالورم مثل عامل تحفيز تحلل البروتين. سيتوكينات الالتهاب المُشاركة في أمراض الهزال هي انترلوكين 6 وعامل نخر الورم-ألفا (TNF-ALPHA) وإنترلوكين 1 بيتا والانترفيرون-جاما. على الرغم من أن العديد من مختلف الأنسجة وأنواع الخلايا قد تكون مسؤولة عن زيادة السيتوكينات في الدورة الدموية في بعض أنواع السرطان، إلا أن الأدلة تشير إلى الأورام كمصدر هام. فالسيتوكينات قادرة على انقاص الوزن. عامل نخر الورم-ألفا (TNF-ALPHA) ثبت أن له تأثير تقويضي مباشر على العضلات الهيكلية والأنسجة الدهنية ويسبب ضمور العضلات من خلال مسار أوبيكويتين – بروتوزوم المُحلل للبروتين. تتضمن الآلية تكوين أنواع الأكسجين التفاعلية التي تؤدي إلى زيادة عامل النسخ عامل نووي معزز لسلسلة كابا الخفيفة في الخلايا البائية النشطة. NF-κB هو منظم معروف للجينات التي ترمز لتخليق السيتوكينات ومستقبلات السيتوكين. الإفراز الزائد للسيتوكينات يُحفز تحلل البروتين وتكسير بروتينات اللييفات العضلية.

## المعالجة
كيفية معالجة الدنف تعتمد على الأسباب الكامنة والتنبؤ العام والعوامل المتصلة المتعلقة بالأشخاص. الأسباب التي يمكن عكسها، الأمراض الكامنة والعوامل المساهمة تعالج إن كان ذلك ممكناً ومقبولاً. مجموعة متزايدة من الأدلة تدعم فعالية بيتا-هيدروكسي β-ميثيلبوتيراتي (HMB) كعلاج للحد من، أو حتى عكس فقدان كتلة العضلات، وظيفة العضلات، والقوة العضلية التي تحدث في حالات فرط التقويض المرضية مثل الدنف تباعًا لذلك، فاعتبارًا من حزيران/يونيه عام 2016 أُوصي باشتمال الوقاية والعلاج من تحلل العضلات على مكملات HMB وممارسة تمارين القوة بانتظام واستهلاك غذائي عالي البروتين.البروجستينات مثل أسيتات ميجيسترول تستخدم كخيار علاجي في حالات الدنف المستعصية المصحوبة بفقدان الشهية كعرض رئيسي.
يحدث الدنف الآن بصورة أقل تواترًا بفيروس نقص المناعة البشرية/الإيدز عن الماضي بسبب ظهور تدابير علاج الإيدز  HAART. العلاج المنطوي على تركيبات مختلفة لسرطان الدنف يُنصح به في أوروبا، كمزيج من التغذية والدواء والعلاج الغير معتمد على العقاقير قد يكون أكثر فعالية من العلاج الأُحادي.العلاجات الغير معتمدة على العقاقير التي أثبتت فعاليتها في حالات السرطان الناجمة عن الدنف تشمل المشورة التغذوية وتدخلات العلاج النفسي، والتدريب البدني.السترويدات الابتنائية الأندروجينية مثل أوكساندرولون  قد تكون مفيدة في سرطان الدنف ولكن ينصح استخدامها لمدة أسبوعين على الأكثر؛ إذ أن طول مدة العلاج يزيد العبء من الآثار الجانبية.
الأدوية الأخرى التي استخدمت أو التي مازالت محل بحث في علاج الدنف، ولكن تفتقر إلى أدلة قاطعة على الفعالية أو السلامة، ولا ينصح بها عامةً:
- ثاليدوميد ومضادات السيتوكين
- الكانابينويد
- أحماض أوميجا-3 الدهنية بما في ذلك حامض الايكوسبينتانويك (EPA)
- مضادات الالتهابات اللا ستيرويدية
- جريلين ومحفزات مستقبلات الجريلين
- الأدوية المنشطة لحكة الجهاز الهضمي
- عوامل التحويل الابتنائية التقويضية مثل MT-102
- مؤثرات مستقبلات الاندروجين انتقائية
- سيبروهيبتادين[25]
- الهيدرازين

سُمح باستخدام الماريجوانا الطبية لعلاج الدنف في بعض الولايات، مثل إلينوي ماريلاند، ديلوير، نيفادا، ميتشيجان، واشنطن، أوريغون، كاليفورنيا، كولورادو، نيو مكسيكو، أريزونا، فيرمونت، نيو جيرسي، رود آيلاند، ماين، نيويورك  ، هاواي وولاية كونيتيكت.
هناك أدلة غير كافية لدعم استخدام زيت السمك عن طريق الفم لعلاج الدنف المرتبط بحالات السرطان المتقدم.

### السرطان
وتوجد خيارات محدودة لعلاج مرضى سرطان الدنف. الاستراتيجية الحالية هي تحسين الشهية باستخدام المُشهيات لضمان كمية كافية من المواد الغذائية. التدخلات الدوائية بواسطة منشطات الشهية والمكملات الغذائية ومضادات 5-HT3 ومثبطات COX-2 استخدمت لعلاج سرطان الدنف ولكن مع تأثير محدود.
أشارت الدراسات بأن زيادة السعرات الحرارية الكثيفة (1.5 kcals/ml) وزيادة تناول البرروتين يمكن أن يحقق استقرار الوزنعلى الأقل، على الرغم من عدم تحسن كتلة الجسم اللحمية في هذه الدراسات.
تستند الاستراتيجيات العلاجية على منع تخليق السيتوكينات أو منع عملها. أثبت الثاليدوميد فعالية في تثبيط إنتاج عوامل نخر الورم ألفا في الكُريات وحيدة النواة في المختبر وتطبيع مستويات عوامل نخر الورم ألفا في الوسط الحيوي. أظهرت تجربة عشواية باستخدام الغفل في المرضى الذين يعانون من سرطان الدنف قدرة المرضى على تحمله وفعاليته في التخفيف من فقدان الوزن وكتلة الجسم اللحمية (LBM) في المرضى الذين يعانون من سرطان البنكرياس المتقدم. كما لوحظ حدوث تحسن في كتلة الجسم اللحمية وتحسن نوعية الحياة في تجربة عشوائية، مزدوجة التعمية باستخدام بروتينات وسعرات الكثيفة، ومكملات غذائية غنية بأحماض الأوميغا-3 الدهنية، شريطة أن يكون استهلاكه مساويًا أو زائدًا على 2.2 غرام حامض الايكوسابنتانويك يوميًا. كما يعمل أيضًا من خلال تقليل إنتاج عامل نخر الورم ألفا. إلا أن البيانات الناشئة عن تجربة كبيرة متعددة المراكز، مزدوجة التعمية، باستخدام الغفل تشير إلى ان استخدام حامض الايكوسابنتانويك وحده ليس ناجحًا في علاج فقدان الوزن في المرضى الذين يعانون من مراحل متقدمة من سرطان القناة الهضمية أو الرئة.
تحلل بروتينات العضلات الطرفية، كما يحدث في سرطان الدنف، يعمل على تعبئة الأحماض الأمينية المطلوبة لتخليق بروتينات الكبد والورم. ولذلك، فان اعطاء الأحماض الأمينية من مصدر خارجي يعمل نظرياً كوقود ايضي للمحافظة على البروتين بتوفير ركائز لأيض العضلات واستحداث الجلوكوز. وقد أثبتت الدراسات ان الامدادات الغذائية باستخدام مجموعة محددة من البروتينات الكثيرة، والليوسين وزيت السمك يحسن من وظيفة العضلات والنشاط اليومي واستجابة المناعة في الفئران الحاملة لسرطان الدنف . وبالإضافة إلى ذلك، فان استخدام بيتا-هيدوكسي بيتا-ميثيل بيوتيرات المستمدة من تقويض الليوسين كمكمل غذائي في الفئران الحاملة للورم يمنع الإصابة بالدنف بتعديل التعبير الجيني ل NF-κB.
المرحلة الثانية في دراسة اشتملت على استخدام مضادات التأكسد، والدعم الغذائي-الدوائي، والبروجستين وميجيسترول أسيتات وميدروكسي بروجستيرون أسيتات)، ومضادات سيكولوأوكسيجينيز-2 ، أظهرت كفاءة وأمان في علاج مرضى السرطان المتقدم الذين يعانون من الدنف في أماكن مختلفة. وتعزز هذه البيانات استخدام العلاجات متعددة التدرج (المكملات الغذائية ومنشطات الشهية، ونظام النشاط البدني) في علاج سرطان الدنف.
دراسات جديدة تشير إلى أن مضادات الالتهاب اللا ستيرويدية، مثل سولينداك قلصت الدنف بنسبة كبيرة.
وأظهرت الدراسات أيضًا أن الأحماض الأمينية متفرعة السلسلة يمكن أن تعيد التمثيل الغذائي لمريض الدنف من فقدان الوزن التقويضي إلى زيادة العضلات الابتنائي، في 55% من المرضى. الأحماض الأمينية المتفرعة السلسلة تتألف أساسًا من الليوسين والفالين . في ورقة بحثية نشرتها الصحيفة الهندية للعناية التلطيفية، استنتجت أن الأحماض الأمينية متفرعة السلسلة تتداخل مع نشاط هرمون السيروتونين في الدماغ وتمنع تحفيز مسارات تحلل البروتين العضلي الحرِج. الدور المحتمل للأحماض الأمينية متفرعة السلسلة كعوامل مثبطة للشهية ومضادة للهزال قد اقتُرِح منذ سنوات عدة، لكن منذ ذلك الحين اختبرت الدراسات التجريبية والتجارب السريرية قدرتها على حفز الاستهلاك الغذائي والتصدي لفقد العضلات في المرضى فاقدي الشهية والوزن. في نماذج تجريبية لسرطان الدنف، تمكنت الأحماض الأمينية متفرعة السلسلة في تحفيز قمع فقدان وزن الجسم بصورة كبيرة، وإنتاج زيادة كبيرة في العضلات الهيكلية من الوزن الرطب، بالإضافة إلى تحسُن أداء العضلات والأنشطة اليومية.
الحمض الأميني الضروري جلوتامين قد استخدم كمكون للمكملات الفموية لعكس الدنف في مرضى السرطان المتقدم  أو فيروس نقص المناعة البشرية/الإيدز.

## انتشار المرض
وفقًا لعينة المرضى الداخليين الوطنية لوكالة أبحاث وجودة الرعاية الصحية AHRQ عام 2007، في 129,164 مستشفى خاضعة للمشروع البحثي في الولايات المتحدة، أُدرج الدنف كواحد على الأقل إلى 14 من أكواد التشخيص المسجلة ل 26,325 من الحالات الغير موزونة. عينة من 32,778 من المرضى الخارجيين الغير موزونين في الولايات المتحدة جُمعت في مسح العناية الطبية الإسعافية الوطنية لمركز السيطرة على الأمراض لم تُدرج أي حالات حيث كان الدنف من التشخيصات المسجلة التي وصلت إلى حد ثلاثة تشخيصات خلال الزيارات.

## انظر أيضُا
- الداء العضال

## روابط خارجية
- أعراض وعلاج الدنف، طب الأورام
- اكتشاف العلماء الحل لمتلازمة الهزال في حالات الأورام والايدز: إدارة شؤون المحاربين القدامى الأمريكي